# Drackenstedt
Drackenstedt este o comună din landul Saxonia-Anhalt, Germania.